# فرامورا
فرامورا (به ایتالیایی: Framura) یک کومونه در ایتالیا است که در استان لا اسپتزیا واقع شده‌است.

## خصوصیات
فرامورا ۱۸٫۹ کیلومترمربع مساحت و ۷۳۹ نفر جمعیت دارد.